# Gertrud Natzler
Gertrud Amon Natzler (Viena, 7 de julio de 1908-3 de junio de 1971) fue una ceramista austríaco-estadounidense que, junto con su esposo Otto Natzler, creó algunas de las piezas de cerámica más elogiadas del siglo XX, lo que ayudó a elevar la cerámica al estado de bellas artes.

## Trayectoria
Nazler creció en el seno de una familia judía. Era hija de Helene, de soltera Grünwald, y de Adolf Amon, que dirigía una empresa de papelería. Tenía un hermano mayor, Hans.
Después de graduarse en la Handelsakademie, la escuela de comercio de Viena, estudió pintura y dibujo, además de trabajar como secretaria. En 1933 conoció a Otto Natzler, que había sido despedido de un trabajo como diseñador textil, aunque su relación no prosperó hasta que se divorció de su primera esposa en 1934.

## Carrera
Nazler comenzó a interesarse por la cerámica y también hizo que Otto se interesara. Después de formarse y estudiar en el taller de cerámica de Franz Iskra, abrieron su propio estudio y trabajaron a tiempo completo como ceramistas. Pronto fueron reconocidos por su arte. Su primera exposición fue en 1937, en la Galerie Würthle. El 11 de marzo de 1938 supieron que sus obras expuestas en la Exposición Internacional de París de 1937 y que habían recibido una medalla de plata. Más tarde, ese mismo día, las tropas alemanas entraron en Austria, lo que precipitó la anexión de Austria por parte de la Alemania nazi. Comenzaron a prepararse para emigrar a Estados Unidos, con la ayuda de un primo de Otto residente Los Ángeles. Se casaron en junio y se fueron de Austria a Los Ángeles en septiembre.
Los Natzler abrieron un nuevo estudio en Los Ángeles, donde permaneció el resto de su vida. Al principio utilizaban un torno y un horno traídos de Viena, y se ganaban la vida ofreciendo clases particulares en su taller y vendiendo sus obras. El reconocimiento del trabajo de los Natzler en los Estados Unidos comenzó en 1939, cuando ganaron el primer premio en el Cerámica Nacional. Su primera exposición completa fue en San Diego al año siguiente, y fue seguida por muchas más durante las tres décadas posteriores. Entre 1956 y 1960, fueron artistas residentes de verano en el Instituto Brandeis.
En su mayor parte, Gertrud trabajó como alfarera y Otto como vidriero. Gertrud se destacó desde sus días en Viena por realizar vasijas de paredes delgadas. Desde sus primeros días en California, alfareros como Harrison McIntosh la reconocieron por su habilidad para crear formas de gran "delicadeza". La crítica del New York Times, Lisa Hammel, comentó en 1986 que su trabajo "siempre estaba en equilibrio ... Incluso los esmaltes más intensos se mantienen en un estado de contención gracias a las formas finas y suavemente curvadas de Gertrud". A lo largo de su carrera, realizó más de 25.000 vasijas.

## Vida posterior y legado
Natzler murió de cáncer el 3 de junio de 1971, dejando cientos de piezas sin terminar. Otto abandonó su trabajo durante más de un año después de su muerte, pero tan pronto como pudo, comenzó el proceso de cocción y glaseado. Estas piezas continuaron suscitando nuevas exposiciones y retrospectivas. Entre los museos destacados que realizaron retrospectivas del trabajo de los Natzler se encuentran la Galería Renwick en Washington D. C. (1973), el Museo de Artesanía y Arte Popular en Los Ángeles (1977) y el Museo de Artesanía estadounidense en Nueva York (1993). En 1994, se realizaron dos exposiciones de su trabajo en Viena, una en el Museo Histórico de la Ciudad de Viena, y otra en el Museo Judío de Viena. Su trabajo también se encuentra en las colecciones permanentes del Museo de Arte Nelson-Atkins, el Museo de Arte de Seattle, el Museo de Arte de la Universidad de Míchigan, el Cooper Hewitt, y el Museo de Arte Moderno.
En 2001, recibió póstumamente la Medalla de Oro a la Artesanía Consumada del American Craft Council junto con su esposo.
Las piezas de Natzler Vase (1965) y Bowl  (1968) fueron adquiridas por el Smithsonian American Art Museum como parte de la campaña del 50 aniversario de la Renwick Gallery.